# Sándor Rónai (homme politique, 1988)
Pour les articles homonymes, voir Sándor Rónai.
Dans le nom hongrois Rónai Sándor, le nom de famille précède le prénom, mais cet article utilise l’ordre habituel en français Sándor Rónai, où le prénom précède le nom.
Sándor Rónai, née le 22 novembre 1988 à Budapest, est une personnalité politique hongroise. 